# مركز النشاطات
يستخدم مصطلح مركز النشاطات في التخطيط والتصميم الحَضَري لمنطقةٍ حضريةٍ متعددة الاستخدامات حيث تتواجد أعمال تجارية مُكثّفة، فعلى سبيل المثال، تُعرف المناطق التجارية المركزية للمدن أيضًا باسم «مناطق الأعمال المركزية» المعروفة أيضًا باسم وسط المدينة (داون تاون) في أمريكا الشمالية أو «منطقة الأنشطة المركزية» في المملكة المتحدة للتأكيد على حقيقة أن الأعمال التجارية ليست الأشياء الوحيدة التي تحدث هناك.

## الوصف
تُعد مراكز النشاطات مكونًا رئيسيًا للتخطيط الاستراتيجي المعاصر للمدن الكبيرة المشتتة مثل تلك الموجودة في أستراليا وكندا والولايات المتحدة الأمريكية ونيوزيلندا، من الأمثلة على ذلك إستراتيجية ملبورن 2030 واستراتيجية مدينة المدن الحضرية لسيدني.
يمكن أن يختلف حجم مراكز النشاط اختلافًا كبيرًا بين المناطق المركزية في المدن الكبيرة وبين المناطق التجارية الإقليمية وبين مراكز التسوق المحلية.

## ملبورن 2030
تُعرَّف مراكز النشاط بأنها أي مكان يجذب الناس للتسوق، أو العمل، أو الدراسة، أو الاستجمام، أو التواصل الاجتماعي، ويُستخدم هذا التعريف العامٌّ والوصفي جدًا في إستراتيجية ملبورن 2030، وقد أصبح التعريف لاحقًا أكثر تحديدًا في إستراتيجية ملبورن @ 5 ملايين، بوصفه لمركز النشاطات بأنه المكان الذي يعمل فيه الناس، ويتسوقون، ويجتمعون فيه مع الأصدقاء والعائلة، ويعيشون أيضًا. 
تكون هذه المراكز عادةً ذات حجمٍ معقولٍ وتُخدَّم بواسطة وسائل النقل العامة بأحجام وكثافات مختلفة (الحافلات والقطارات والترام والسيارات التي تلبي معظم مراكز الأنشطة في ملبورن)، ويعتبر الحد من الاعتماد على السيارات أحد الجوانب الرئيسية التي تحاول سياسة مركز النشاط في ملبورن 2030 تحقيقها.

## الإسكان والمرافق المجتمعية

### منشآت ملبورن السكنية والمجتمعية
كانت احتياجات الإسكان في ملبورن محور تركيز سياسات مركز الأنشطة وسياسات التخطيط منذ إدراك إمكانات النمو المستقبلية للمدينة، وقد راعت مخططات القائمين على المشروع وضع نمط اجتماعي واقتصادي معاصر للمركز، ولم يُهتَم سابقًا بموضوع الإسكان أثناء التخطيط لإنشاء مركز نشاطات حتى وُضعت خطة مالبورن 2030 في عام 2002.
تناولت هذه الخطة رغم ذلك الطرق، وأشكال النقل، والاكتناز، والنشاط الاقتصادي، والاستثمار، وقابلية العيش.

### سكن ملبورن: الشقق والوحدات والضواحي الداخلية
أدخلت خطة عام 1954 نظام تقسيم المناطق السكنية في ملبورن الذي صنف المنازل الحضرية الداخلية بحسب النمو السكاني الهامشي وكثافته، في ذلك الوقت، لم تكن الخطة تهدف إلى احتواء الزيادة في الكثافة السكانية، وقد تنبأت خطة عام 1971 بنمو محدود في عدد السكان.
أكدت خطة 1981 هذا الاتجاه الذي يقترح إعادة تطوير المواقع الصناعية الداخلية القديمة وأدخلت مدينة ملبورن الرمز البريدي 3000 في عام 1992 كحافز للعيش في وسط مدينة ملبورن، وبحلول منتصف التسعينيات من القرن الماضي، كانت المساكن ذات الكثافة العالية والتنوع تُبنى في الضواحي الداخلية وانتشرت في النهاية في الضواحي الوسطى.

### مراكز الإسكان والنشاط
شكلت المساكن ذات الكثافة العالية في مراكز الأنشطة وحولها محورًا أساسيًا لمجتمع التخطيط في ملبورن، منذ وضع خطة ملبورن 2030 في عام 2002. 
ومع ذلك، فإن نجاح مراكز الأنشطة في ملبورن في استيعاب المساكن ذات الكثافة العالية لم يوافق عليه عالميًا، إذ تعد القدرة على تحمل تكلفة السكن عالي الكثافة ذات أهمية كبيرة للنجاح في تخطيط الإسكان في ملبورن 2030.

## المواصلات
اضطرت العديد من المدن مثل ملبورن إلى التعامل مع النمو السكاني الذي أدى إلى زيادة حركة السفر، كما زاد هذا النمو أيضًا من المخاوف البيئية والازدحام والتنمية المستدامة.
إن هدف سياسة مراكز النشاطات هو تقليل استخدام السيارة الفردي وتشجيع الناس على استخدام وسائل النقل العام، تعني هذه الفكرة أيضًا أن هناك انخفاضًا في استهلاك الوقود، مما يزيد كفاءة توفير المال والوقت على المدى الطويل، ولكن في حال لم تكن وسائل النقل خيارًا جيدًا ومتاحًا، وبدون وجود بنية أساسية صحيحة للنقل، سيعود الناس إلى أشكال النقل الخاصة بهم (كالسيارات). 
يمكن ملاحظة ذلك في دراسة أجريت على مراكز النشاط تحت إشراف فريق البحث بجامعة ملبورن في عام 2001، والتي أظهرت أن 75% من الرحلات إلى مراكز أنشطة ملبورن كانت بالسيارة. 
يُعدّ استخدام وسائل النقل العام للوصول إلى مراكز النشاط أحد المبادئ الرئيسية المحددة في ملبورن 2030 وفي العديد من سياسات مركز الأنشطة الدولية الأخرى.
إذا كان لهذه السياسات أن تنجح، فسوف تحتاج السلطات إلى تحمل المسؤولية وإظهار واجهةٍ موحدةٍ للمطورين والمجتمع من خلال تعزيز هذه السياسة، وإلّا ستخاطر بفقدان سياسةٍ أخرى لصالح القطاع الخاص.

## أمثلة دولية
جعلت عدد كبير من البلدات والمدن الأوروبية مراكز مدنها خالية من السيارات منذ الستينيات، وغالبًا ما تكون مصحوبةً بمواقف السيارات على حافة منطقة المشاة، وفي أكثر الحالات، توجد خطط لركن السيارات وركوبها، هذا ويعد قلب مدينة «كوبنهاغن» في الدنمارك أحد أكبر وأقدم الأمثلة: تتركز المنطقة الخالية من السيارات في شارع «ستروغيت»، وهو شارع تسوق للمشاة، ويشكّل منطقة كبيرة جدًا خالية من السيارات.
أثّر الحد من استخدام السيارات بشكل كبير، ومفيد على البيئة بتقليله الانبعاثات الضارة إلى الغلاف الجوي، ومع ذلك، تسمح هذه السياسات بمركبات التوصيل والخدمة وكذلك باستخدام السيارات في المناطق النائية.

## تجارة التجزئة
يعد البيع بالتجزئة أحد المكونات الأربعة الرئيسية لمراكز النشاطات، من أجل الاستدامة الاجتماعية والبيئية الأوسع، بالإضافة إلى الأهداف الاقتصادية للنهج متعدد المراكز المفضل بشكل متزايد لتخطيط وإدارة المدن.
يوفر دمج البيع بالتجزئة في مراكز النشاط المختلطة فوائدًا مباشرة للمركز، وللمجتمع المحيط بما في ذلك: تأمين الوصول إلى المتاجر والخدمات بشكل أكثر إنصافًا، وتوفيره مصدرًا للتوظيف، وتقوية الفرص المتاحة لتسويق الشركات الصغيرة المحلية المستقلة، مما يجعله أكثر قدرةً على المنافسة والاستجابة للطلب، كما أنه خلق توازنًا أكبر بين العمل والحياة من خلال اعتماده لى جعل الوقت أكثر فاعلية، عبر إتاحة الفرصة للتسوق قرب مكان عمل السكان.

## التنمية التجارية
يرتبط التطوير التجاري بعددٍ من الأشياء مثل مجمعات الأعمال والتطورات الرئيسية للمكاتب ومناطق الأعمال المختلطة ومراكز الأعمال واستخدامات المستودعات. غالبًا ما تجمع المباني التجارية في مراكز النشاط والمواقع الحضرية، بين وظائف متعددةٍ، مثل المكاتب في الطوابق العليا وتجارة التجزئة في الطوابق الأرضية.
الغرض من مراكز النشاط، أو من شكلها الجديد المطوّر عن الشكل التقليدي (أي القرى الحضرية أو المدن المدمجة) هو توفير نواةٍ متعددة الاستخدامات، على مسافة قريبة من معظم السكان، حيث تتاح لهم فرصة العيش والعمل داخل المركز.
تدعم سياسات التخطيط دور العمال في مراكز النشاط، وعادة ما تهدف إلى تركيز مساحةٍ كبيرةٍ من الأراضي المستخدمة للنشاط التجاري في هذه المراكز وتوفير الروابط الاجتماعية والاقتصادية اللازمة بين المنطقة والمجتمع، كما تهدف إلى زيادة فرص العمل.
تساعد السياسات في ضمان وجود هذه الاستخدامات للأراضي داخل وسائط النقل المرتبطة والبنية التحتية الحضرية الأخرى، كما تهدف أيضًا إلى توفير إرشادات فيما يتعلق النطاق المشار إليه والارتفاعات.
كانت اعتبارات النقل دائمًا عاملاً مهمًا عند اتخاذ قرار بشأن مواقع استخدامات الأراضي التجارية، حيث تولي العديد من الشركات أولوية عالية للمواقع التي توفر وصولاً جيدًا إلى الطرق الرئيسية والطرق الشريانية والسكك الحديدية.
يساعد تحديد موقع التطوير التجاري في مراكز النشاط على تقليل مسافة وعدد الرحلات، لا سيما بواسطة السيارات وتشجيع التطوير الجديد في المواقع التي يمكن خدمتها بواسطة وسائط نقل أكثر كفاءة في استخدام الطاقة.